# Font (Estavayer)
Font (toponimo francese) è una frazione di 462 abitanti del comune svizzero di Estavayer, nel Canton Friburgo (distretto della Broye).

## Geografia fisica
Font si affaccia sul Lago di Neuchâtel.

## Storia

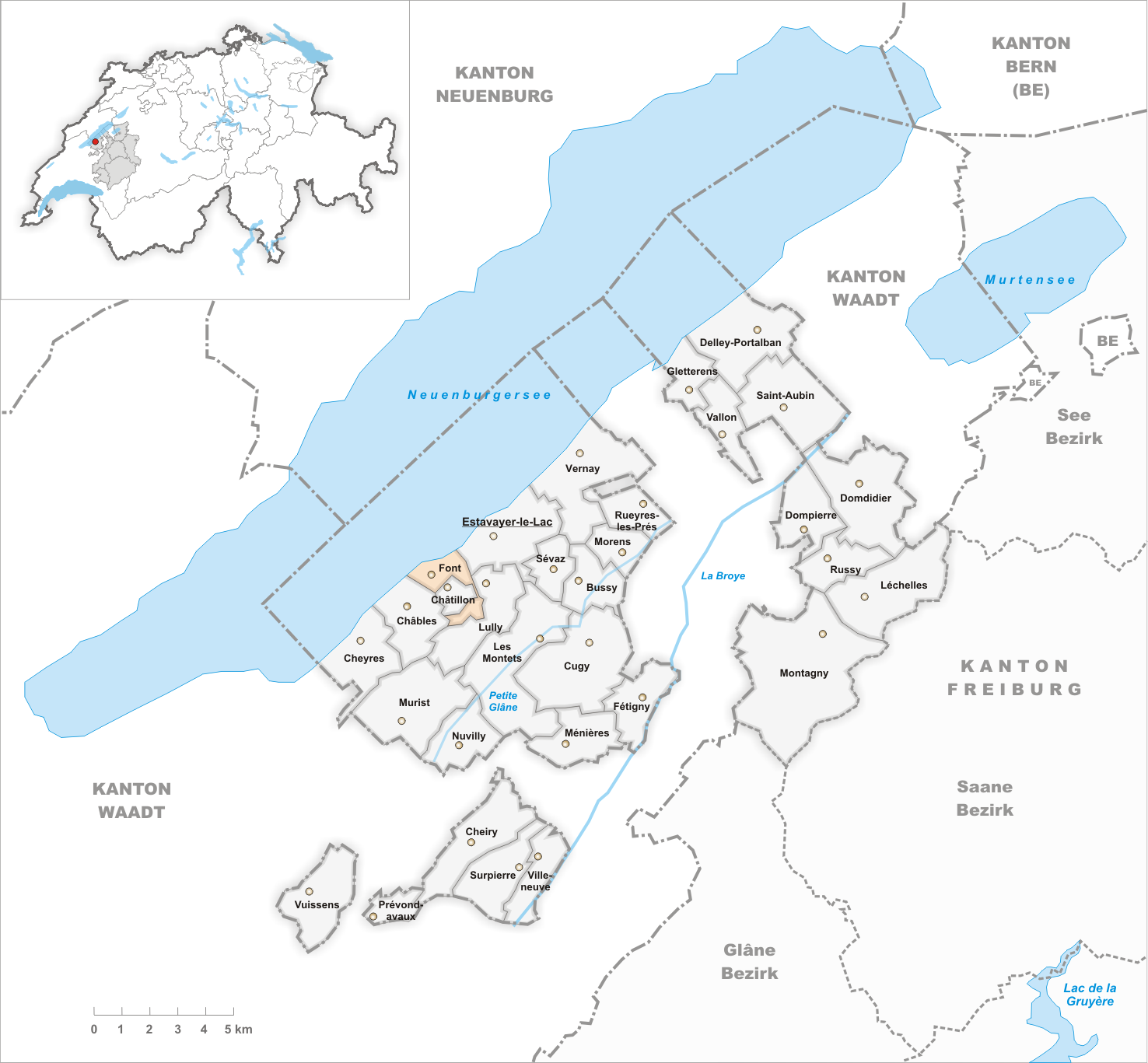
Il territorio del comune di Font prima degli accorpamenti comunali del 2012

Già comune autonomo istituito nel 1801 con la divisione del comune di Font-Châbles-Châtillon, il 1º gennaio 2012 è stato accorpato al comune di Estavayer-le-Lac, il quale a sua volta il 1º gennaio 2017 è stato accorpato agli altri comuni soppressi di Bussy, Morens, Murist, Rueyres-les-Prés, Vernay e Vuissens per formare il nuovo comune di Estavayer.

## Monumenti e luoghi d'interesse

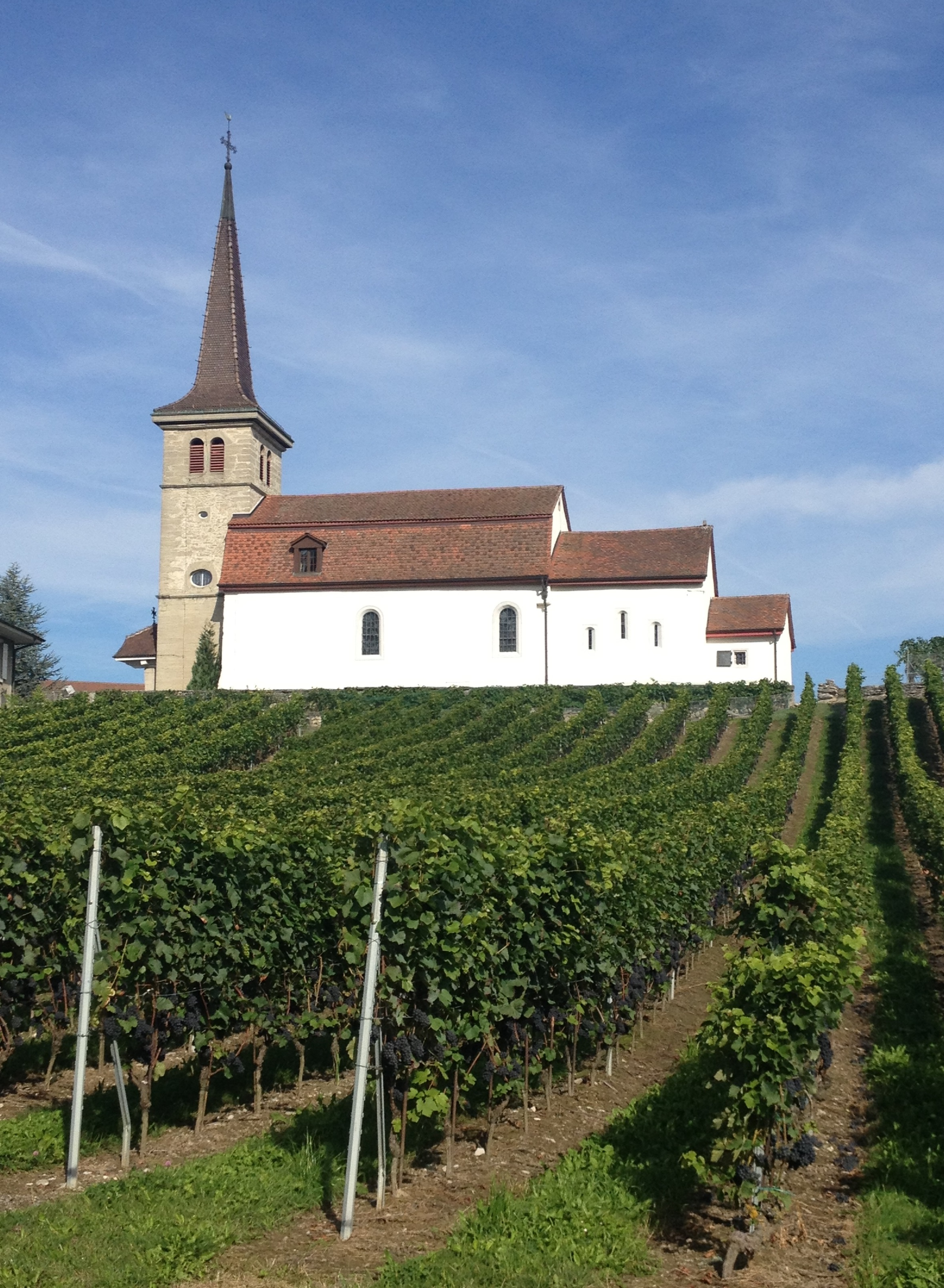
La chiesa cattolica di San Sulpizio

- Chiesa cattolica di San Sulpizio, attestata dal 1228 e ricostruita nel 1560[1].

## Società

### Evoluzione demografica
L'evoluzione demografica è riportata nella seguente tabella:
Abitanti censiti

## Amministrazione
Ogni famiglia originaria del luogo fa parte del comune patriziale che ha la responsabilità della manutenzione di ogni bene comune.